# Suctobelbella memorabilis
Suctobelbella memorabilis är en kvalsterart som först beskrevs av Hammer 1979.  Suctobelbella memorabilis ingår i släktet Suctobelbella och familjen Suctobelbidae. Inga underarter finns listade i Catalogue of Life.